# Campionati mondiali di nuoto 1982
La 4ª edizione dei campionati mondiali di nuoto si è tenuta a Guayaquil (Ecuador) dal 29 luglio all'8 agosto 1982.
Come a Cali 1975, la nazionale di casa non ha conquistato nessuna medaglia.

Stati Uniti e Germania Est si sono dimostrate le squadre più forti, conquistando rispettivamente 13 e 12 titoli mondiali.

## Medagliere
| Pos.   | Paese            | Oro | Argento | Bronzo | Totale |
| ------ | ---------------- | --- | ------- | ------ | ------ |
| 1      | Stati Uniti      | 13  | 11      | 10     | 34     |
| 2      | Germania Est     | 12  | 9       | 5      | 26     |
| 3      | Unione Sovietica | 5   | 9       | 4      | 18     |
| 4      | Canada           | 3   | 3       | 1      | 7      |
| 5      | Germania Ovest   | 2   | 1       | 3      | 6      |
| 6      | Paesi Bassi      | 1   | 1       | 2      | 4      |
| 7      | Brasile          | 1   | 0       | 0      | 1      |
| 8      | Ungheria         | 0   | 2       | 0      | 2      |
| 9      | Australia        | 0   | 1       | 0      | 1      |
| 9      | Regno Unito      | 0   | 1       | 0      | 1      |
| 11     | Giappone         | 0   | 0       | 3      | 3      |
| 11     | Svezia           | 0   | 0       | 3      | 3      |
| 13     | Cina             | 0   | 0       | 2      | 2      |
| 14     | Italia           | 0   | 0       | 1      | 1      |
| 14     | Jugoslavia       | 0   | 0       | 1      | 1      |
| 14     | Romania          | 0   | 0       | 1      | 1      |
| Totale | Totale           | 37  | 38      | 36     | 111    |

## Nuoto

### Uomini
| Evento               | Oro                                                                       | Perform.   | Argento                                                                             | Perform. | Bronzo                                                                   | Perform. |
| Stile libero         |                                                                           |            |                                                                                     |          |                                                                          |          |
| 100 m                | Jörg Woithe                                                               | 50"18      | Ambrose Gaines                                                                      | 50"21    | Per Johansson                                                            | 50"25    |
| 200 m                | Michael Gross                                                             | 1'49"84    | Ambrose Gaines                                                                      | 1'49"92  | Jörg Woithe                                                              | 1'50"71  |
| 400 m                | Vladimir Sal'nikov                                                        | 3'51"30    | Svjatoslav Semenov                                                                  | 3'51"43  | Sven Lodziewski                                                          | 3'51"84  |
| 1500 m               | Vladimir Sal'nikov                                                        | 15'01"77   | Svjatoslav Semenov                                                                  | 15'05"54 | Darjan Petrić                                                            | 15'10"20 |
| Dorso                |                                                                           |            |                                                                                     |          |                                                                          |          |
| 100 m                | Dirk Richter                                                              | 55"95      | Rick Carey                                                                          | 56"04    | Vladimir Šemetov                                                         | 56"42    |
| 200 m                | Rick Carey                                                                | 2'00"82    | Zoltán Wladar                                                                       | 2'01"31  | Frank Baltrusch                                                          | 2'01"51  |
| Rana                 |                                                                           |            |                                                                                     |          |                                                                          |          |
| 100 m                | Stephen Lundquist                                                         | 1'02"75    | Victor Davis                                                                        | 1'02"82  | John Moffett                                                             | 1'03"13  |
| 200 m                | Victor Davis                                                              | 2'14"77 RM | Robertas Shulpa                                                                     | 2'16"68  | John Moffett                                                             | 2'18"64  |
| Farfalla             |                                                                           |            |                                                                                     |          |                                                                          |          |
| 100 m                | Matthew Gribble                                                           | 53"88      | Michael Gross                                                                       | 54"26    | Bengt Baron                                                              | 54"47    |
| 200 m                | Michael Gross                                                             | 1'58"85    | Sergej Fesenko                                                                      | 1'59"91  | Craig Beardsley                                                          | 2'00"58  |
| Misti                |                                                                           |            |                                                                                     |          |                                                                          |          |
| 200 m                | Aleksandr Sidorenko                                                       | 2'03"30    | William Barrett                                                                     | 2'03"49  | Giovanni Franceschi                                                      | 2'04"65  |
| 400 m                | Ricardo Prado                                                             | 4'19"78 RM | Jens-Peter Bernd                                                                    | 4'23"02  | Sergej Fesenko                                                           | 4'23"29  |
| Staffette            |                                                                           |            |                                                                                     |          |                                                                          |          |
| 4x100 m stile libero | Stati Uniti Christopher Cavanaugh Robin Leamy David McCagg Ambrose Gaines | 3'19"26 RM | Unione Sovietica Sergej Krasjuk Aleksej Filinov Sergej Smirjagin Aleksej Markovskij | 3'21"78  | Svezia Per Johansson Bengt Baron Pelle Holmertz Pelle Wikström           | 3'22"15  |
| 4x200 m stile libero | Stati Uniti Richard Saeger Jeffrey Float Kyle Miller Ambrose Gaines       | 7'21"09    | Unione Sovietica Vladimir Šemetov Juar Stukolkin Vladimir Sal'nikov Aleksej Filinov | 7'24"91  | Germania Ovest Andreas Schmidt Dirk Korthals Rainer Henkel Michael Gross | 7'25"46  |
| 4x100 m misti        | Stati Uniti Rick Carey Stephen Lundquist Matthew Gribble Ambrose Gaines   | 3'40"84 RM | Unione Sovietica Vladimir Šemetov Jurij Kis Aleksej Markovskij Sergej Smirjagin     | 3'42"86  | Germania Ovest Stefan Peter Gerald Mörken Michael Gross Andreas Schmidt  | 3'44"78  |

### Donne
| Evento               | Oro                                                                  | Perform.   | Argento                                                                    | Perform. | Bronzo                                                                                  | Perform. |
| Stile libero         |                                                                      |            |                                                                            |          |                                                                                         |          |
| 100 m                | Birgit Meineke                                                       | 55"79      | Annemarie Verstappen                                                       | 55"87    | Jill Sterkel                                                                            | 56"27    |
| 200 m                | Annemarie Verstappen                                                 | 1'59"53    | Birgit Meineke                                                             | 2'00"67  | Annelies Maas                                                                           | 2'00"84  |
| 400 m                | Carmela Schmidt                                                      | 4'08"98    | Petra Schneider                                                            | 4'10"08  | Tiffany Cohen                                                                           | 4'11"85  |
| 800 m                | Kim Linehan                                                          | 8'27"48    | Kackie Willmot                                                             | 8'32"61  | Carmela Schmidt                                                                         | 8'33"67  |
| Dorso                |                                                                      |            |                                                                            |          |                                                                                         |          |
| 100 m                | Kristin Otto                                                         | 1'01"30    | Ina Kleber                                                                 | 1'01"47  | Susan Walsh                                                                             | 1'02"86  |
| 200 m                | Kornelia Sirch                                                       | 2'09"91 RM | Georgia Parkes                                                             | 2'14"98  | Carmen Bunaciu                                                                          | 2'15"40  |
| Rana                 |                                                                      |            |                                                                            |          |                                                                                         |          |
| 100 m                | Ute Geweniger                                                        | 1'09"14    | Anne Ottenbrite Kimberly Rodenbaugh                                        | 1'11"03  | non assegnato                                                                           |          |
| 200 m                | Svetlana Varganova                                                   | 2'28"82    | Ute Geweniger                                                              | 2'29"71  | Anne Ottenbrite                                                                         | 2'33"05  |
| Farfalla             |                                                                      |            |                                                                            |          |                                                                                         |          |
| 100 m                | Mary T. Meagher                                                      | 59"41      | Ines Geißler                                                               | 1'00"36  | Melanie Buddenmayer                                                                     | 1'00"40  |
| 200 m                | Ines Geißler                                                         | 2'08"66    | Mary T. Meagher                                                            | 2'09"76  | Heike Dähne                                                                             | 2'10"29  |
| Misti                |                                                                      |            |                                                                            |          |                                                                                         |          |
| 200 m                | Petra Schneider                                                      | 2'11"79    | Ute Geweniger                                                              | 2'13"38  | Tracy Caulkins                                                                          | 2'15"91  |
| 400 m                | Petra Schneider                                                      | 4'36"10 RM | Kathleen Nord                                                              | 4'43"51  | Tracy Caulkins                                                                          | 4'44"64  |
| Staffette            |                                                                      |            |                                                                            |          |                                                                                         |          |
| 4×100 m stile libero | Germania Est Birgit Meineke Suzanne Link Kristin Otto Karen Metschuk | 3'43"92    | Stati Uniti Susan Hebernigg Kathleen Treible Elisabeth Washut Jill Sterkel | 3'45"76  | Paesi Bassi Annemarie Verstappen Annelies Maas Wilma Van Velsen Conny Van Bentum        | 3'45"96  |
| 4×100 m misti        | Germania Est Kristin Otto Ute Geweniger Ines Geißler Birgit Meineke  | 4'05"88 RM | Stati Uniti Susan Walsh Kimberley Rodenbaugh Mary T. Meagher Jill Sterkel  | 4'08"12  | Unione Sovietica Larisa Gortchacova Svetlana Varganova Natalia Pokas Irina Guerassimova | 4'12"36  |

## Tuffi

### Uomini
| Evento          | Oro           | Perform. | Argento          | Perform. | Bronzo                      | Perform. |
| Trampolino 3m   | Greg Louganis | 752.67   | Sergej Kuzmin    | 636.15   | Aleksandr Stalievič Portnov | 631.56   |
| Piattaforma 10m | Greg Louganis | 634.26   | Vladimir Alejkin | 629.85   | Bruce Kimball               | 619.28   |

### Donne
| Evento          | Oro          | Perform. | Argento           | Perform. | Bronzo         | Perform. |
| Trampolino 3m   | Megan Neyer  | 501.03   | Christina Seufert | 490.02   | Peng Yuanchuan | 482.10   |
| Piattaforma 10m | Wendy Wyland | 438.78   | Ramona Wenzel     | 419.77   | Zhou Jihong    | 399.78   |

## Nuoto sincronizzato
| Evento  | Oro                                  | Perform. | Argento                              | Perform. | Bronzo                            | Perform. |
| Solo    | Tracie Ruiz                          | 192.300  | Kelly Kryczka                        | 188.983  | Miwako Motoyoshi                  | 181.600  |
| Duo     | Canada Sharon Hembrook Kelly Kryczka | 190.541  | Stati Uniti Candy Costie Tracie Ruiz | 188.650  | Giappone Ikuko Abe Masako Fujiwra | 181.900  |
| Squadra | Canada                               | 188.258  | Stati Uniti                          | 186.832  | Giappone                          | 182.050  |

## Pallanuoto
| Evento                 | Oro              | Argento  | Bronzo         |
| T. Maschile (Dettagli) | Unione Sovietica | Ungheria | Germania Ovest |